# 硝酸钕
硝酸钕是一种无机化合物，化学式为Nd(NO3)3。

## 制备
硝酸钕可以将氧化钕、氢氧化钕或碳酸钕溶于硝酸得到：
Nd2O3 + 6 HNO3 → 2 Nd(NO3)3 + 3 H2O
Nd(OH)3 + 3 HNO3 → Nd(NO3)3 + 3 H2O
所得溶液经过小心蒸发可以得到水合硝酸钕，其中六水合物最常见。将六水合物继续小心加热，可以得到无水物。

## 化学性质
硝酸钕水合物受热先失水，然后分解产生NdONO3，继续加热得到氧化钕。
硝酸钕可以和丙氨酸形成配合物Nd(Ala)4(NO3)3·H2O。